# Blato (miasto)
Blato – miasto w Chorwacji, w żupanii dubrownicko-neretwiańskiej, siedziba gminy Blato. W 2011 roku liczyło 3570 mieszkańców.

## Charakterystyka
Jest położone na wysokości bezwzględnej 75 m n.p.m., w zachodniej części wyspy Korčula, 4 km od wybrzeża północnego i 5 km od południowego, przy drodze Vela Luka – Korčula.
Miejscowa gospodarka opiera się na rolnictwie, winiarstwie (odmiany plavac mali, pošip, cetinka i maraština) i turystyce.
W Blato urodziła się Maria od Jezusa Ukrzyżowanego Petković, beatyfikowana 6 czerwca 2003 r. przez papieża Jana Pawła II jako pierwsza w dziejach Chorwatka.